# Laura Pausini
Laura Pausini (Faenza, 16 de maig de 1974) és una cantant, cantautora i productora italiana.
Guanyadora de múltiples premis internacionals i nacionals a Itàlia, gràcies a la seva poderosa veu ha venut més de 70 milions de discos. Va obtenir el primer i tercer lloc al Festival de la cançó de Sanremo, dos Premis Lunezia, divuit Wind Music Awards, quatre premis al Festivalbar, set Telegatti i un Premi MTV de Música Italiana. A nivell internacional, ha guanyat quatre premis al Festival Internacional de la Cançó de Vinya del Mar, quatre Premis Lo Nostre, quatre Premis Grammy Llatins pels seus àlbums Escolta el 2005, Yo canto el 2007, Primavera anticipada a 2009, i Hazte sentir en 2018. un Premis Billboard de la música llatina, sis World Music Awards i ha rebut una nominació als Premis Emmy. El 2006, també es va convertir en la primera artista femenina italiana a guanyar un Premis Grammy, rebent el guardó al Millor Àlbum Pop Llatí pel disc Escucha. El 2021, va ser nominada al Premis Óscar a la Millor Cançó Original amb "Io sì (Seen)" de la pel·lícula La vida al davant (La vita davanti a sé). El senzill també va guanyar el Premis Globus d'Or a la Millor Cançó Original, convertint-se en la primera cançó en italià a guanyar el premi. Ha estat honrada com a Comanadora de l'Ordre al Mèrit de la República Italiana i com a Ambaixadora Mundial d'Emília-Romanya.
La seva carrera es distingeix per cantar en els idiomes italià i espanyol, però també per haver gravat cançons en portuguès, anglès, francès i català. Els seus àlbums han tingut èxit comercial principalment al continent europeu, Estats Units, Canadà, Síria, Orient Mitjà, Mèxic i la resta d'Amèrica, amb tretze àlbums d'estudi al mercat.
Les seves lletres parlen principalment sobre l'amor en les diferents formes: passional, fraternal; del desamor i ocasionalment de problemes socials com el racisme, la guerra, l'homofòbia, el medi ambient i la pobresa, entre d'altres. Saltà a la fama el 1993, guanyant la secció d'artistes nouvinguts del 43è Festival de Música de San Remo amb el seu senzill debut La solitudine, que es va convertir en un estàndard italià i un èxit internacional, encapçalant les llistes d'èxits als Països Baixos i Bèlgica. El seu àlbum debut homònim va ser llançat a Itàlia el 23 d'abril de 1993 i més tard es va convertir en un èxit internacional, venent 3 milions de còpies a tot el món. El seu següent àlbum d'estudi en italià, Laura, va ser llançat el 1994 i va confirmar el seu èxit internacional, venent 4 milions de còpies a tot el món.
Durant el mateix any va llançar el seu primer àlbum en espanyol, Laura Pausini, compost per deu cançons adaptades originalment incloses en els seus treballs anteriors. L'àlbum va ser certificat diamant per l'Associació de Fonogràfics i Videogràfics d'Espanya, convertint-la en la primera artista no espanyola a vendre més d'un milió de còpies a Espanya. lloc número dos en la categoria d'artista revelació femenina.
Els seus majors èxits inclouen temes com La solitudine, Non c'è, Strani amori, Tra te e il mare, E ritorno da te, Resta in ascolto, Invece no i Benvenuto, entre d'altres.
El seu àlbum més reeixit fins ara és Le cose che vivi, amb vendes que superen les 10 milions de còpies. El seu únic àlbum de cançons originals en anglès, From the Inside, va ser llançat en 2002; mentre que el 2006, el seu disc Io canto va ser l'àlbum més venut de l'any a Itàlia. El 2004, Jason Birchmeier d'Allmusic considera les vendes de Pausini «una gesta impressionant per a algú que mai havia entrat realment al lucratiu mercat de l'idioma anglès». El 2014, FIMI va certificar les vendes de Pausini en més de 70 milions de discos amb un premi FIMI Icon, convertint-la en l'artista de música llatina no hispanoparlant més venuda.
El 2022 va estrenar un documental biogràfic a Amazon Prime Video titulat Laura Pausini: Piacere di conoscerti; una pel·lícula que repassa així la seva trajectòria laboral des dels seus primers passos com a jove prodigi fins a la seva edat adulta. En el mateix any, presenta la gala del LXVI edició del Festival de la Cançó d'Eurovisió, prèviament va debutar com a presentadora conduint el programa de televisió Laura & Paola el 2016 amb l'actriu Paola Cortellesi, després d'això també va participar en diverses edicions de La Voz España i La Voz México com a coach, així com jutge a Factor X. El diari britànic The Sun la va ubicar al lloc número 30 de les 50 cantants inoblidables.

## Biografia
Laura Pausini Ballardini va néixer el 16 de maig de 1974 a Faenza, província de Ravena a la regió de l'Emília-Romanya, encara que es va criar en una altra ciutat propera anomenada Solarolo. Primogènita del cantant i músic Fabrizio Pausini i de la mestra Gianna Ballardini, té una germana anomenada Silvia i dos nebots, fills bessons d'aquesta, anomenats Matteo i Cecilia.
Es va diplomar al Liceu Artístic de Faenza com a mestra de ceràmica i restauració als divuit anys, després d'acabar la secundària. El seu somni era continuar estudiant arquitectura, però després de guanyar San Remo, es va dedicar exclusivament a la música.
Laura Pausini va deixar la casa dels seus pares el 1995 en mudar-se a Milà amb el seu nòvio de l'època, representant i productor Alfredo Cerruti, amb qui va acabar la seva tempestuosa relació el 2002, després d'una infidelitat per part d'ell. Havia depès tant de Alfredo durant els últims 10 anys de la seva vida, que no sabia fer res per ella mateixa als 28 anys, per això, va haver d'anar a demanar ajuda psicològica. «He hagut d'anar al psicòleg, uns dos mesos. Necessitava que algú m'ajudés perquè no era capaç de fer res de sola. Em pensava que la meva vida havia acabat. Des d'aquell moment he perdut una mica de la meva dolçor.» Entre 2002 i 2005 va sostenir una relació amb el productor Gabriele Parisi.
Els primers 5 anys de carrera, després de Sanremo, la Laura viatjava sempre de la mà del seu pare, va ser la condició que li va posar la seva mare si volia seguir el somni de ser cantant. La veritat és que la que va donar vida a Pausini, no li feia gaire gràcia que la Laura es convertís en artista, ella volia que fos farmacèutica: «No sé per què. Sempre em deia que era una vida molt normal, una feina segura, amb un horari…» Però la Laura no es veia entre medicaments i receptes, sinó fent el que li agrada més, cantar. Així que la seva mare va imposar normes: Em va dir, «Si vols ara de debò ser cantant professionalment parlant, llavors aniràs amb el teu pare perquè ets massa petita per anar-te'n per Itàlia, Europa» Em deia: «No pots viatjar, no et dono permís. »
El 2005 va iniciar una relació amb el seu guitarrista i director musical Paolo Carta, amb qui està compromesa. Va confessar que li va costar molt quedar-se embarassada, cosa que li frustrava molt, ja que el seu veritable desig a la vida era ser mare. «La meva feina és el meu somni, però de vegades la culpo. Vaig pensar a adoptar, però era un procés molt llarg. Va arribar un moment en què gairebé malalt només de pensar-hi»28, així el setembre del 2012, després de més de 5 anys intentant-ho, quan ja havia decidit iniciar processos d'adopció, va anunciar a la seva xarxa social que estava embarassada de Paolo Carta.
El 8 de febrer de 2013 va informar del naixement de la seva filla a l'Hospital Maggiore de Bolonya des de la seva web, on va penjar una foto d'un ventre sobre el qual està escrit el nom de Paola i la data de naixement, emmarcat per unes mans en forma de cor, probablement dels pares. A la foto li acompanyava un text on es podia llegir: «Paolo i jo estem molt feliços d'anunciar el naixement de la nostra petita. Paola, el seu nom, és una combinació dels nostres noms i el símbol del nostre amor». La intèrpret havia afirmat en repetides ocasions el seu desig de ser mare. Paola Carta Pausini va ser batejada a l'Església catòlica el 15 de juny de 2013. També és la madrastra de Jader (1995) Jacopo (1996) i Joseph Carta Galli (2000), fills de Paolo del seu anterior matrimoni. La Laura viu amb Paolo i la seva filla, entre Roma i Castel Bolognese, a Itàlia.
Tal com Pausini recorda a la seva pàgina de Facebook, el febrer és el «mes de la sort, un mes que sempre li ha donat tant». I és que, el 1993, aquell mateix mes, va triomfar al festival de San Remo (Itàlia), cosa que li va donar un gran impuls a la seva carrera. També el febrer del 2006 va guanyar un premi Grammy. Laura Pausini es descriu com una dona catòlica creient, encara que s'oposa a algunes posicions de l'Església catòlica, com en el cas del sexe prematrimonial, l'homosexualitat i els mètodes anticonceptius.

## Discografia
Àlbums d'estudi
- 1993:  Laura Pausini
- 1994:  Laura
- 1994:  Laura Pausini
- 1996: Le cose che vivi
- 1998: La mia risposta
- 2000: Tra te e il mare
- 2002: From the Inside
- 2004: Resta in ascolto
- 2006: Io canto
- 2008: Primavera in anticipo
- 2011: Inedito
- 2015: Simili
- 2016: Laura Xmas
- 2018: Fatti sentire
- 2023: Anime Parallele

Àlbums recopilatoris
- 2001: The Best of Laura Pausini: E ritorno da te
- 2013: 20 - The Greatest Hits

Àlbums en viu
- 2005:  Live in París 05
- 2007:  San Siro 2007
- 2009: Laura Live World Tour 09